# Nihti (Helsinki)
Nihti (suédois : Knekten) est une île de la baie Kruunuvuorenselkä  à Helsinki en Finlande,.

## Présentation
Avec l'ile voisine de Sompasaari, elle forme la section Sompasaari du quartier de Sörnäinen.
En 2024, Nihti sera desservie par la ligne de tramway 13 et en 2027 par les lignes Kruunusillat,.